# Église Saint-Quentin de Voulpaix
Pour les articles homonymes, voir église Saint-Quentin.
L’église Saint-Quentin est une église construite dans un style roman fortifiée au XVIIe siècle dans le village de Voulpaix, située place Émile Faucheux, et à proximité de l'intersection de la place avec la D 960.

## Contexte historique et construction

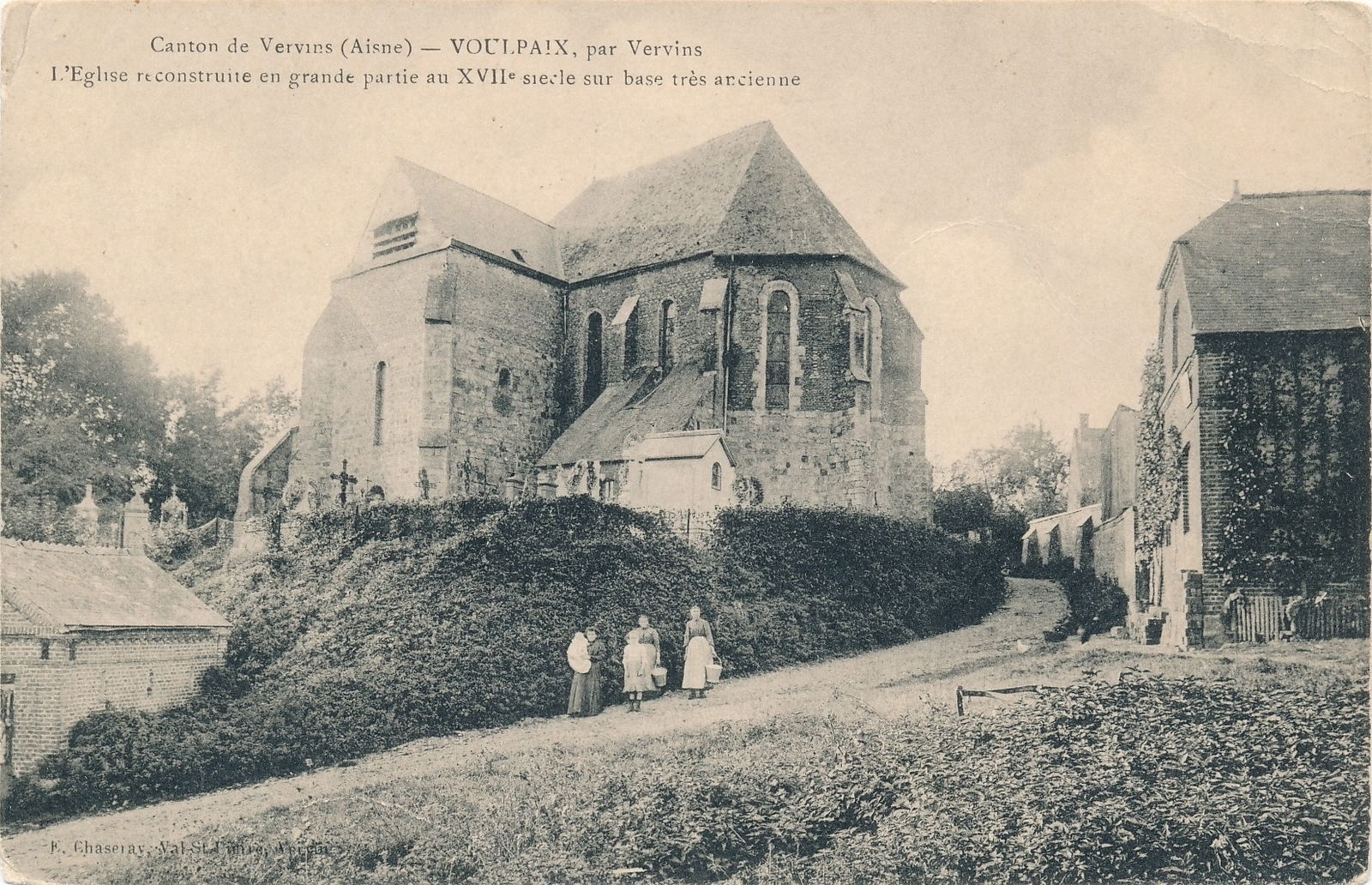
Carte postale de l'église avant 1914.

La première église fut construite au XIIe siècle. Un siècle plus tard, celle-ci brûla pour être reconstruite. Au  XVIIe siècle, l'église fut fortifiée à cause des brigands et des invasions répétés des ennemis. Au XXe siècle, lors de la bataille de Guise, des combats eurent lieu dans les environs proches de l'église ainsi après la bataille, il reste des marques qui sont les traces de balles sur une partie de l'édifice

## Description

### Façade
L'église est construite en pierre de grès et en brique. La brique est un matériau de construction courant en Thiérache. L'édifice est entouré de l'un des cimetières du village car un nouveau cimetière a été inauguré en dehors du village dans les années 1950 en raison du manque de place dans ce cimetière. Sur le parvis de l'église, on trouve deux locaux qui accueillaient autrefois les pompes incendie du village. On a aussi le monument aux morts de Voulpaix devant l'église.

### Intérieur
À l'intérieur, dans le chœur, on retrouve devant l'autel. Celui-ci est entouré de banc. Juste derrière l'autel, on a une petite barrière qui donne sur une peinture dégradée caché par deux rideaux jaune. À gauche du chœur, on accède à la sacristie. Dans le transept, à gauche, on a un autel avec une statue de la Vierge et de l'enfant Jésus. À droite, on trouve un autre autel où il y a la statue du saint patron et sa relique posé sur l'autel. Si on va au fond de la nef, on voit un ancien oratoire inutilisé aujourd'hui et on voit à l'étage supérieur fermée au public, un espace inutilisé aujourd'hui.

### Cloche
La cloche de l'église, prénommée Marthe Lucienne, date de 1921, celle qui la précédait ayant été fondue pendant la Première Guerre mondiale. Elle a été fabriquée en Seine-Inférieure par la fonderie de cloche C. Wauthy basée à Douai dans le Nord. Sur la cloche est inscrit les phrases suivantes :

## Culte
L'église est une des églises de la paroisse Sainte-Anne en Thiérache du diocèse de Soissons, Laon et Saint-Quentin. Elle était autrefois l'église de la paroisse de Voulpaix. Cette paroisse est restait indépendante jusqu'en 1979, date de départ de l'abbé Lutz. Après son départ, des prêtres des autres paroisses vont recevoir la charge de la paroisse de Voulpaix en plus de leur charge. Cela a duré jusqu'en 1999, date à laquelle la paroisse disparait pour former la paroisse Sainte-Anne en Thiérache.

### Galerie

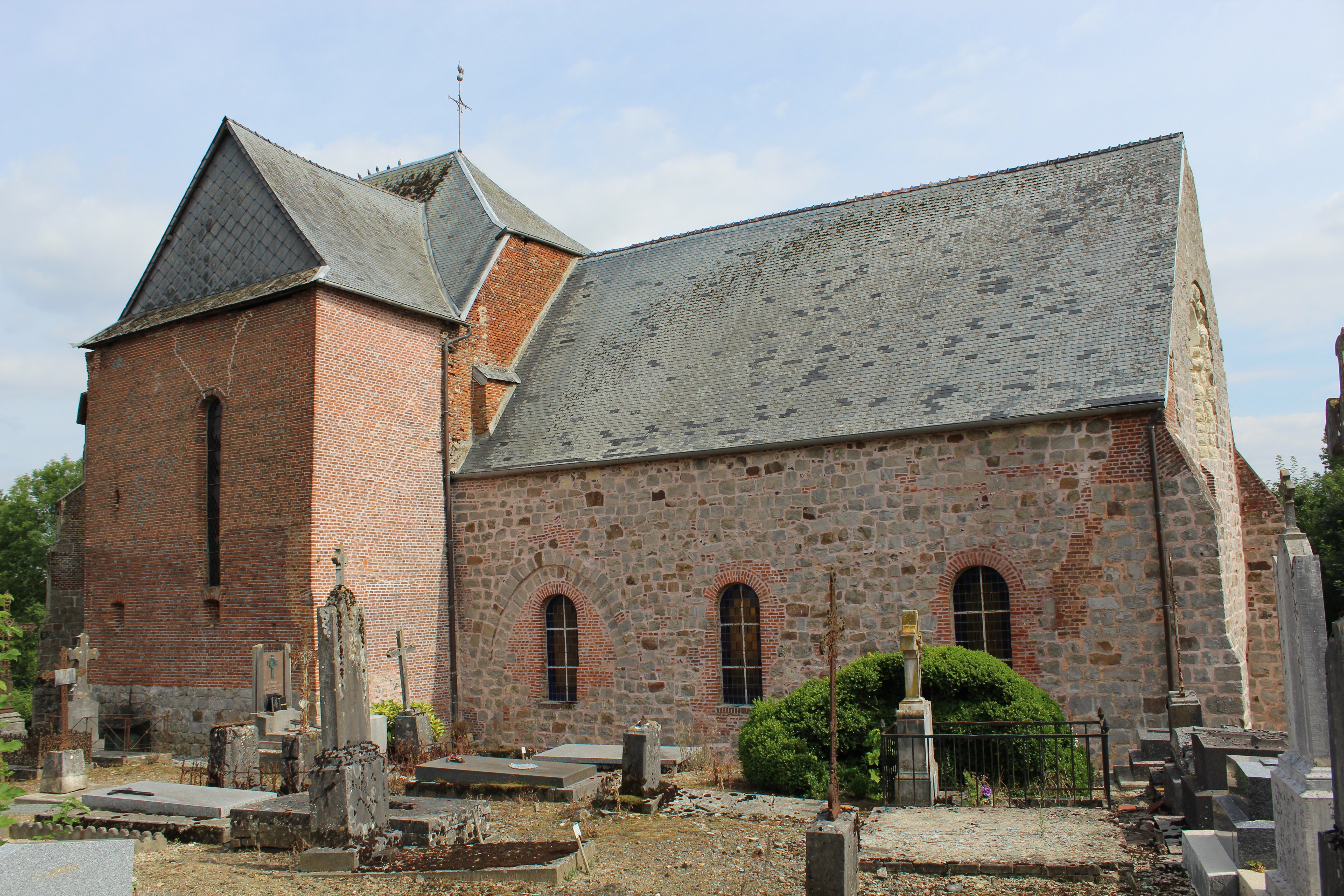
Côté nord.
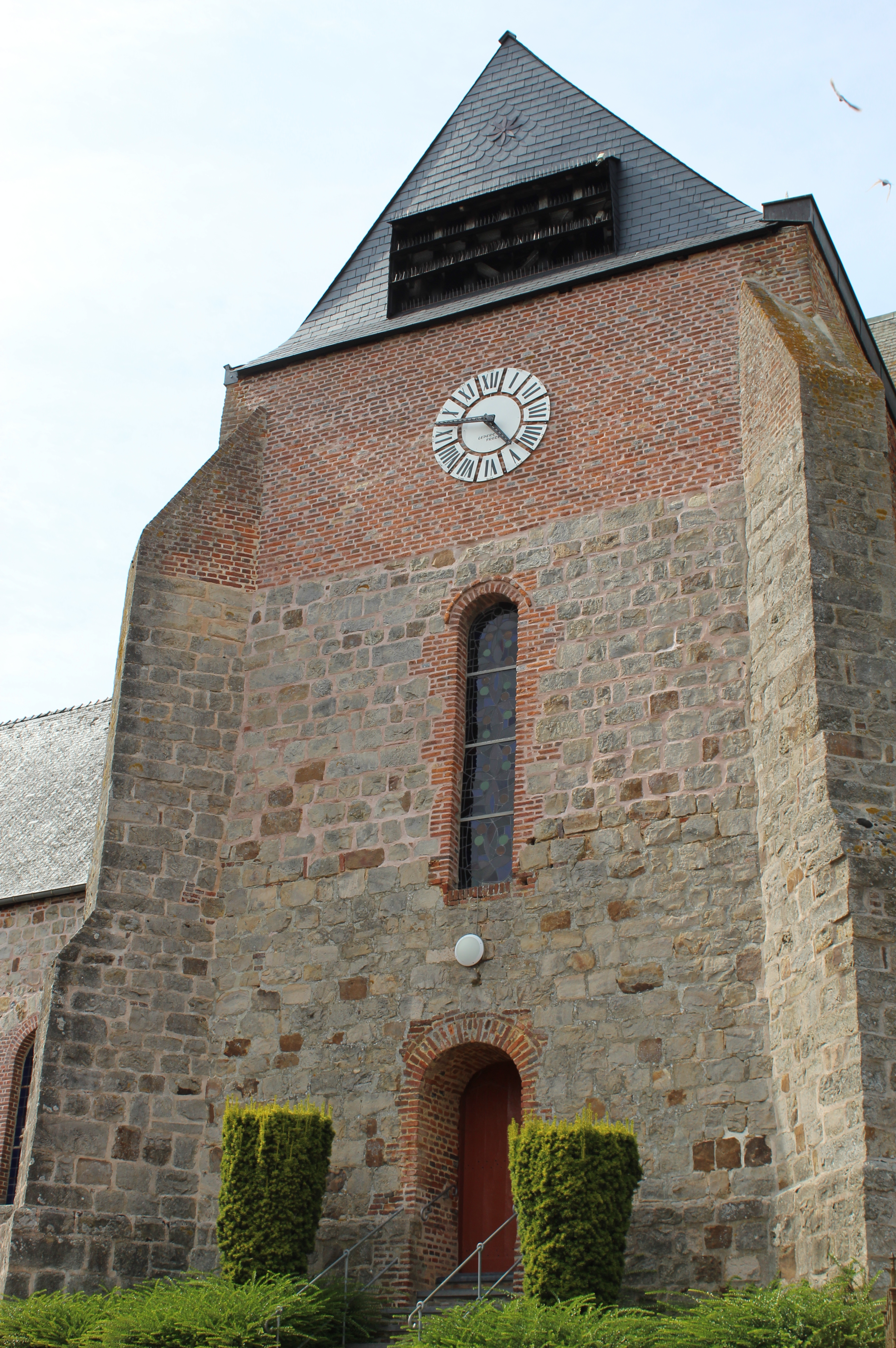
Le clocher.
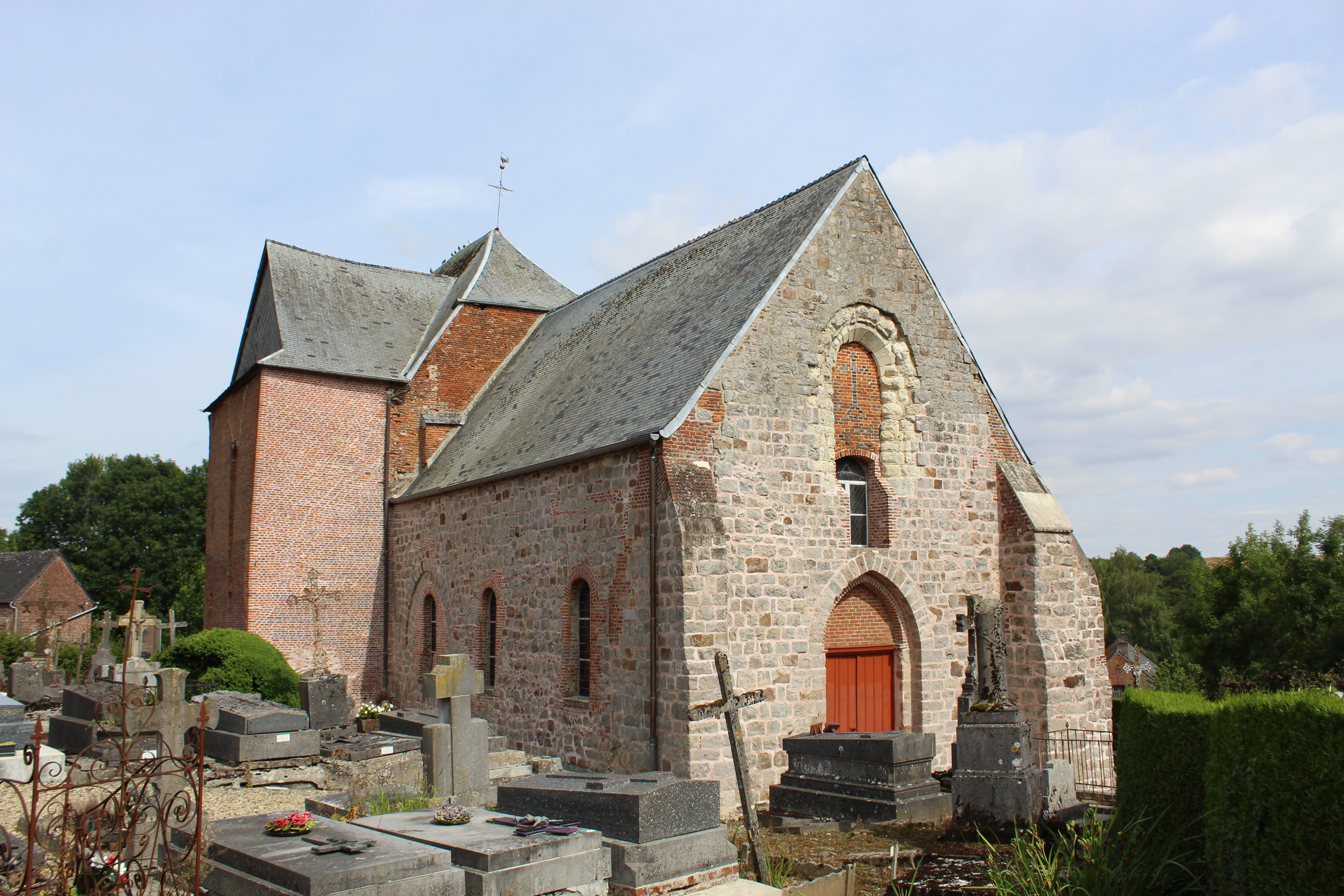
Le porche.
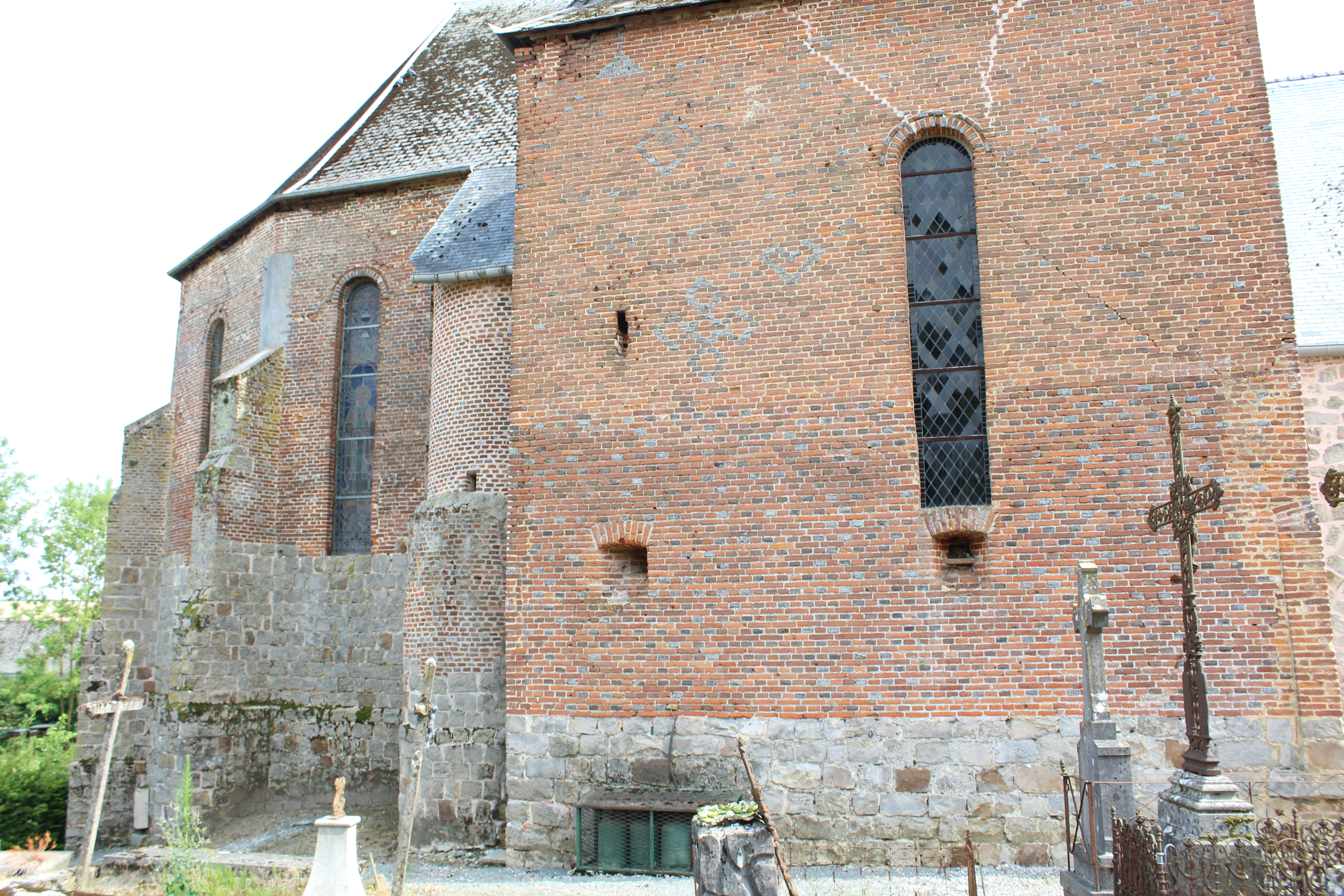
Les meurtrières.

## Liens
- Voulpaix
- Thiérache
- Églises fortifiées de Thiérache